# Baboss Csaba
Baboss Csaba (Nyírcsaholy, 1936. február 12. –) matematika-ábrázoló geometria tanár, egyetemi oktató. 1970. szeptember 1. óta a Nyugat-magyarországi Egyetem Geoinformatikai Karának (1972-ig Felsőfokú Földmérési Technikum) oktatója, ahol több mint 40 éve napjainkig ábrázoló geometriát tanít. Oktatói tevékenységének köszönhetően több ezer földmérő-mérnök tanult nála ábrázoló geometriát. Baboss Csaba 2011. június 25-én „címzetes egyetemi docensi” kitüntetésben részesült.

## Pályafutása
Baboss Csaba 1936. február 12-én Nyírcsaholyban született. Felsőfokú tanulmányait a debreceni Kossuth Lajos Tudományegyetemen végezte el 1961-ben, ahol matematika-ábrázoló geometria szakon középiskolai tanári diplomát szerzett.
1961 és 1964 között a székesfehérvári József Attila Gimnáziumban, majd az Ybl Miklós Gimnázium és Szakközépiskolában tanított 1964-től 1970-ig. Az Ybl Miklós Gimnázium és Szakközépiskola megalakulásának első évében igazgatóhelyettese volt az intézménynek. Baboss Csabának a Matematika Tanítása című folyóiratban „Még egyszer a négyzetgyökvonásról” és a „Kupszeletek érintői” címmel jelentek meg tanulmányai. A Matematika Tanítása című folyóiratnak a tanároknak kitűzött feladatainak rendszeres megoldója volt, amikor középiskolai tanár volt. Három tanévben a középiskolai tanítás mellett matematikát és ábrázoló geometriát oktatott a Székesfehérvárra kihelyezett Pécsi Tanárképző Főiskola levelezős hallgatóinak.
1970. szeptember 1-jén került a Nyugat-magyarországi Egyetem Geoinformatikai Kara jogelődjének számító Felsőfokú Földmérési Technikumhoz, ahol a matematika és az ábrázoló geometria oktatását kezdte el tanítani. A tantestület megalakulásakor az ábrázoló geometria lett a fő oktatási területe. A Felsőfokú Földmérési Technikum 1972-es főiskolává válásával változatlanul az ábrázoló geometriát oktatta. 1972–1973-as tanévben elkészítette az ábrázoló geometria tantárgy első jegyzeteit, amihez 1974-ben példatár is készült a keze alatt. Több ezernyi földmérő-mérnök sajátította el az ábrázoló geometriát Baboss Csaba jegyzeteinek segítségével.
1976-ban „A képsíkrendezők tételének átalakítása és egyszerűbb térbeli igazolása” címen tartott előadást az EFE Tudományos ülésén. „A képsíkrendezővel kapcsolatos tételek és néhány alkalmazásuk” címen pedig cikke jelent meg az EFE Tudományos Közleményeiben.
1978-ban „A láthatóság megállapítása centrális projekcióban” címen írt 65 oldalas dolgozatát egyetemi doktori cím elnyeréséért szükséges írásbeli munkának szánta, de a debreceni egyetemmel nem sikerült elfogadtatni a munkáját.
Az 1982-es esztendőben „Geometriai Transzformációk” 43 oldalas oktatási segédletet írt, majd 1983-ban megjelent egy tanulmánya „Gondolatok a folyamatos értékelésről” címen a Felsőoktatási Szemlében.
2002-ben készítette el a „Geometria I.” és 2003-ban a „Geometria II.” főiskolai jegyzeteket. 2004-ben a FVM Képzési és Szaktanácsadási Intézet megbízásából középiskolai tankönyv lektorálását látta el.
2011. június 25-én „Címzetes egyetemi docensi” kitüntetésben részesült.
2014 decemberében megtartotta utolsó előadását, ezzel végleg visszavonult a katedrától.

## Kötetei (válogatás)
- Ábrázoló geometria : példatár / Baboss Csaba. Székesfehérvár : Soproni Erdészeti és Faipari Egyetem, Földmérési és Földrendezői Főiskolai Kar, 1975. 98 p.
- Ábrázoló geometria 1 / írta Baboss Csaba. Székesfehérvár : Soproni Erdészeti és Faipari Egyetem Földmérési és Földrendezői Főiskolai Kar, 1984. 257 p.
- Ábrázoló geometria 2 / írta Baboss Csaba. Székesfehérvár : Soproni Erdészeti és Faipari Egyetem, Földmérési és Földrendezői Főiskolai Kar, 1985. 209 p.
- Geometria I. / Baboss Csaba. Székesfehérvár : NYME Geoinformatikai Kar, 2007. 143 p.